# فرانک بولی
فرانک بولی (انگلیسی: Franck Boli؛ زادهٔ ۷ دسامبر ۱۹۹۳) بازیکن فوتبال اهل ساحل عاج است.
از باشگاه‌هایی که در آن بازی کرده است می‌توان به باشگاه فوتبال استابک، باشگاه فوتبال السوند اف. کی، و باشگاه فوتبال لیائونینگ اشاره کرد.
وی همچنین در تیم ملی فوتبال ساحل عاج بازی کرده است.